# 花山院定教 (左近衛中将)
花山院 定教（かさんのいん さだのり）は、江戸時代前期の公卿。左大臣・花山院定好の次男。官位は従三位・左近衛中将。花山院家23代当主。

## 経歴
寛永16年（1638年）に叙爵。寛永20年（1642年）に元服し、左近衛中将に任命される。正保3年（1646年）に従三位となり、慶安2年（1649年）には踏歌節会外弁を務めたが、承応2年12月12日（1654年1月30日）、薨去。享年25。